# Otus pauliani
Otus pauliani là một loài chim trong họ Strigidae.